# Kratka osnova horvatsko-slavenskoga pravopisaňa
Kratka osnova horvatsko - slavenskoga pravopisaňa, poleg mudroǏubneh, narodneh i prigospodarneh temeǏov i zrokov ↓(1) je pravopisno i slovopisno djelo Ljudevita Gaja, tiskano u Budimu 1830. godine dvojezično, na hrvatskome i njemačkom jeziku, u komu nudi slovopisna rješenja po uzoru na Husovu češku abecedu. Potaknut primjerom i nastojanjima Vitezovića, nastoji za svaki fonem u hrvatskom jeziku uvesti jedan grafem latiničkoga pisma.

## Povijest
Gaj je djelo napisao pod naslovom 
Kratka osnova horvatsko - slavenskoga pravopisaña, poleg mudrol̃ubneh, narodneh i prigospodarneh temel̃ov i zrokov rabeći slova s nadslovnim dijakritičnim znacima u obliku tilde (˜), te je djelo pod tim naslovom dobilo odobrenje cenzora za objavljivanje. Kako u tiskari nisu imali sve potrebne nadslovke djelo je tiskano s djelomično upotrijebljenim tildama (u slovima: c͂, z͂, s͂, n͂, g͂, t̃), kvačicama (u slovima ľ i ď) te i kvačicama i tildama u slučaju slova n͂ (ñ) odnosno ň.

## Gajeva abeceda
| Današnji slovored | MFA  | Rukopis Kratke osnove | Tiskana Kratka osnova | Pravopisz (1835.)   |
| ----------------- | ---- | --------------------- | --------------------- | ------------------- |
| A, a              | /a/  | A, a                  | A, a                  | A, a                |
| B, b              | /b/  | B, b                  | B, b                  | B, b                |
| C, c              | /ts/ | C, c                  | C, c                  | C, c                |
| Č, č              | /tʃ/ | C̃, c͂                  | C̃, c͂                  | Č, č                |
| Ć, ć              | /tɕ/ | T̃, t̃                  | T̃, t̃                  | Tȷ́, tȷ́ (ali i Ć, ć) |
| D, d              | /d/  | D, d                  | D, d                  | D, d                |
| Dž, dž            | /dʒ/ | G̃, g͂                  | G̃, g͂                  | Gȷ́, gȷ́              |
| Đ, đ              | /dʑ/ | D̃, d̃                  | Ď, ď                  | Dȷ́, dȷ́              |
| E, e              | /e/  | E, e                  | E, e                  | E, e                |
| F, f              | /f/  | F, f                  | F, f                  | F, f                |
| G, g              | /ɡ/  | G, g                  | G, g                  | G, g                |
| H, h              | /x/  | H, h                  | H, h                  | H, h                |
| I, i              | /i/  | I, i                  | I, i                  | I, i                |
| J, j              | /j/  | J, j                  | J, j                  | J, j                |
| K, k              | /k/  | K, k                  | K, k                  | K, k                |
| L, l              | /l/  | L, l                  | L, l                  | L, l                |
| Lj, lj            | /ʎ/  | L̃, l̃                  | Ľ, ľ                  | Lȷ́, lȷ́              |
| M, m              | /m/  | M, m                  | M, m                  | M, m                |
| N, n              | /n/  | N, n                  | N, n                  | N, n                |
| Nj, nj            | /ɲ/  | Ñ, n͂                  | Ñ, n͂, te Ň, ň         | Nȷ́, nȷ́              |
| O, o              | /o/  | O, o                  | O, o                  | O, o                |
| P, p              | /p/  | P, p                  | P, p                  | P, p                |
| R, r              | /r/  | R, r                  | R, r                  | R, r                |
| S, s              | /s/  | S, s                  | S, s                  | S, s                |
| Š, š              | /ʃ/  | S̃, s͂                  | S̃, s͂                  | Š, š                |
| T, t              | /t/  | T, t                  | T, t                  | T, t                |
| U, u              | /u/  | U, u                  | U, u                  | U, u                |
| V, v              | /ʋ/  | V, v                  | V, v                  | V, v                |
| Z, z              | /z/  | Z, z                  | Z, z                  | Z, z                |
| Ž, ž              | /ʒ/  | Z̃, z͂                  | Z̃, z͂                  | Ž, ž                |

Poslije je Ljudevit Gaj zbog kompromisne politike odustao od svoje abecede i slovopisnoga rješenja za hrvatski jezik koje je najbolje ostvarivalo Vitezovićev ideal (jedan grafem za jedan fonem) inspiriran hrvatskim glagoljičkim pismom, te razvio Ilirsku abecedu, koja je bila temelj za današnju hrvatsku abecedu.

## Napomene
- ↑(1)  Standardni prikaz u wikipedijinom fontu (Kratka osnova horvatsko - slavenskoga pravopisaňa, poleg mudroǏubneh, narodneh i prigospodarneh temeǏov i zrokov) ne prikazuje slovo Ǐ (s kvačicom ˇ) na odgovarajući način, stoga se naslov navodi i u drugom fontu: Kratka osnova horvatsko - slavenskoga pravopisaňa, poleg mudroľubneh, narodneh i prigospodarneh temeľov i zrokov
- Rukopis Gajeve »Kratke osnove« nalazi se u spisima Gajeve ostavštine u U Zavodu za povijest hrvatske književnosti, kazališta i glazbe Hrvatske akademije znanosti i umjetnosti
- Zavinjeni nadslovak (krović) javlja se u tekstu u dva slučaja.

## Vanjske poveznice
- Kratka osnova horvatsko - slavenskoga pravopisanja, poleg mudroljubneh, narodneh i prigospodarneh temeljov i zrokov = Kurzer Entwurf einer kroatisch - slavischen Orthographie nach philosophischen, nazionälen und ökonomischen Grundsätzen / od L. o. G., Digitalna zbirke Nacionalne i sveučilišne knjižnice u Zagrebu, digitalna.nsk.hr